# Unión Internacional de Editores
La Unión Internacional de Editores (UIE) es una organización no gubernamental, que representa a la industria editorial a nivel internacional.

## Unión Internacional de Editores
En 1896 es fundada la Unión Internacional de Editores (UIE).

La UIE (Unión Internacional de Editores), fundada en 1896, representa a la industria editorial en el plano mundial y reagrupa 78 asociaciones nacionales, regionales o especializadas en 65 países. La UIE es una organización no gubernamental acreditada, que mantiene relaciones de consulta con las Naciones Unidas. Los locales de su secretaría se encuentran en Ginebra (Suiza).
Unesco

## Lista de presidentes
- 1962-1966: Santiago Salvat Espasa
- 1980-1984: Manuel Salvat Dalmau
- 1988-1992: Andrew Neilly
- 1992-1996: Fernando Guedes
- 1996-2000: Alan Gründ
- 2000-2004: Pere Vicens
- 2004-2008: Ana Maria Cabanellas
- 2009-2010: Herman P. Spruijt
- 2011-    : Youngsuk “Y.S.” Chi